# Sportverein Eintracht Trier 05 2010-2011
Questa voce raccoglie le informazioni riguardanti lo Sportverein Eintracht Trier 05 nelle competizioni ufficiali della stagione 2010-2011.

## Stagione
Nella stagione 2010-2011 l'Eintracht Trier, allenato da Roland Seitz, concluse il campionato di Regionalliga ovest al 2º posto. In Coppa di Germania l'Eintracht Trier fu eliminato al primo turno dal Norimberga.

## Rosa
| N. |                     | Ruolo | Calciatore           |
| -- | ------------------- | ----- | -------------------- |
| 1  | Germania (bandiera) | P     | André Poggenborg     |
| 2  | Germania (bandiera) | D     | Torge Hollmann       |
| 3  | Germania (bandiera) | D     | Thomas Drescher      |
| 4  | Germania (bandiera) | D     | Johannes Kühne       |
| 5  | Germania (bandiera) | D     | Josef Çınar          |
| 6  | Germania (bandiera) | C     | Jerry Opoku-Karikari |
| 7  | Germania (bandiera) | C     | Thomas Kraus         |
| 8  | Germania (bandiera) | C     | Andreas Anicic       |
| 8  | Svizzera (bandiera) | C     | Stefan Kohler        |
| 9  | Germania (bandiera) | A     | Julian Bidon         |
| 9  | Austria (bandiera)  | A     | Lukas Mössner        |
| 10 | Italia (bandiera)   | C     | Piero Saccone        |
| 11 | Camerun (bandiera)  | C     | Olivier Mvondo       |
| 12 | Germania (bandiera) | P     | Andreas Lengsfeld    |

| N. |                                 | Ruolo | Calciatore                  |
| -- | ------------------------------- | ----- | --------------------------- |
| 13 | Germania (bandiera)             | C     | Thomas Kempny               |
| 15 | Germania (bandiera)             | D     | Fabian Zittlau              |
| 16 | Germania (bandiera)             | C     | Maximilian Bachl-Staudinger |
| 17 | Germania (bandiera)             | A     | Tim Eckstein                |
| 18 | Germania (bandiera)             | C     | Florian Heck                |
| 19 | Germania (bandiera)             | P     | Philipp Basquit             |
| 20 | Germania (bandiera)             | D     | Michael Dingels             |
| 21 | Bosnia ed Erzegovina (bandiera) | C     | Fahrudin Kuduzovic          |
| 23 | Kosovo (bandiera)               | C     | Alban Meha                  |
| 24 | Turchia (bandiera)              | C     | Tolgay Asma                 |
| 28 | Turchia (bandiera)              | A     | Ahmet Kulabas               |
| 32 | Germania (bandiera)             | D     | Cataldo Cozza               |
|    | Svizzera (bandiera)             | C     | Allmir Ademi                |
|    | Germania (bandiera)             | C     | Sebastian Ting              |

## Organigramma societario
Area tecnica
- Allenatore: Roland Seitz
- Allenatore in seconda: Rudi Thömmes
- Preparatore dei portieri: Sascha Purket
- Preparatori atletici:
- Analisi video:

## Calciomercato

### Sessione estiva
| Acquisti | Acquisti          | Acquisti           | Acquisti |
| R.       | Nome              | da                 | Modalità |
| -------- | ----------------- | ------------------ | -------- |
| D        | Cataldo Cozza     | Dinamo Dresda      |          |
| D        | Torge Hollmann    | Wehen Wiesbaden    |          |
| C        | Allmir Ademi      | Sciaffusa          |          |
| C        | Tolgay Asma       | Weiden             |          |
| D        | Thomas Drescher   | Elversberg         |          |
| C        | Stefan Kohler     | Baden              |          |
| C        | Thomas Kraus      | Colonia II         |          |
| P        | Andreas Lengsfeld | Weiden             |          |
| C        | Alban Meha        | Reutlingen         |          |
| A        | Nico Patschinski  | BFC Dynamo         |          |
| P        | André Poggenborg  | Sportfreunde Lotte |          |
| C        | Thomas Riedl      | Austria Kärnten    |          |
| C        | Piero Saccone     | Pfullendorf        |          |
| D        | Fabian Zittlau    | Hansa Rostock II   |          |

| Cessioni | Cessioni             | Cessioni             | Cessioni |
| R.       | Nome                 | a                    | Modalità |
| -------- | -------------------- | -------------------- | -------- |
| C        | Markus Anfang        | SC Kapellen-Erft     |          |
| C        | Gilles Bettmer       | Differdange 03       |          |
| C        | Erwin Bradasch       | Eintracht Trier II   |          |
| D        | Nicolas Fernandes    | Elversberg           |          |
| A        | Fabio Fuhs           | Borussia Neunkirchen |          |
| P        | Kenneth Kronholm     | Waldhof Mannheim     |          |
| D        | Kevin Lacroix        | Swift Hesperange     |          |
| C        | Mokondo Makiadi      | Swift Hesperange     |          |
| A        | Tayfun Pektürk       | Greuther Fürth       |          |
| D        | Andy Rakic           | Victoria Rosport     |          |
| D        | Christopher Reinhard | TGM SV Jügesheim     |          |
| A        | Wilko Risser         | Elversberg           |          |
| C        | Gustav Schulz        | Swift Hesperange     |          |
| A        | Sahr Senesie         | Homburg              |          |
| A        | Moussa Touré         | Swift Hesperange     |          |
| C        | Martin Wagner        | Sonnenhof G.         |          |

### Sessione invernale
| Acquisti | Acquisti           | Acquisti   | Acquisti |
| R.       | Nome               | da         | Modalità |
| -------- | ------------------ | ---------- | -------- |
| C        | Fahrudin Kuduzovic | Dundalk    |          |
| A        | Ahmet Kulabas      | Heidenheim |          |

| Cessioni | Cessioni         | Cessioni             | Cessioni |
| R.       | Nome             | a                    | Modalità |
| -------- | ---------------- | -------------------- | -------- |
| A        | Nico Patschinski | Borussia Neunkirchen |          |
| C        | Thomas Riedl     | Idar-Oberstein       |          |
| P        | Nicolas Bach     | Eintracht Trier II   |          |

## Risultati

### Regionalliga

#### Girone di andata
| Arbitro: | Cortus |

|  |           |                       |
|  | Marcatori | 6’ Hollmann 26’ Kraus |

| Arbitro: | Foltyn |

|                    |           |                                       |
| Meha 60’ Kraus 62’ | Marcatori | 37’, 79’ Heppke 38’ Assauer 74’ Ernst |

| Arbitro: | Trautmann |

|                                   |           |                 |
| Halet 2’ N'Diaye 2’ Ornatelli 63’ | Marcatori | 15’ Patschinski |

| Arbitro: | Müller |

|                                      |           |  |
| Meha 5’ (rig.) Kraus 8’ Eckstein 83’ | Marcatori |  |

| Arbitro: | Helwig |

|          |           |                                  |
| Rump 53’ | Marcatori | 52’ Saccone 85’, 90’ (rig.) Meha |

| Arbitro: | Schmitt |

|  |           |                      |
|  | Marcatori | 55’ Asma 90’ Mössner |

| Arbitro: | Steffens |

|                      |           |                           |
| Saccone 35’ Meha 55’ | Marcatori | 50’ Slišković 68’ Meißner |

| Arbitro: | Heitmann |

|                                |           |  |
| Engelmann 15’ Çınar 74’ (aut.) | Marcatori |  |

| Arbitro: | Gittelmann |

|             |           |  |
| Mössner 80’ | Marcatori |  |

| Arbitro: | Wijnen |

|  |           |                                      |
|  | Marcatori | 53’ Patschinski 57’ Meha 86’ Mössner |

| Arbitro: | Schmitz |

|               |           |  |
| Meha 27’, 85’ | Marcatori |  |

| Arbitro: | Waschitzki-Günther |

|  |           |          |
|  | Marcatori | 72’ Meha |

| Arbitro: | Brand |

|                                |           |                    |
| Kraus 12’ Saccone 45’ Meha 65’ | Marcatori | 51’ (rig.) Banouas |

| Arbitro: | Jöllenbeck |

|                            |           |  |
| Karapetyan 53’ Fischer 87’ | Marcatori |  |

| Arbitro: | Stein |

|         |           |                        |
| Meha 5’ | Marcatori | 83’ Bäcker 90’ Heubach |

| Arbitro: | Börner |

|                      |           |                       |
| Yabo 46’ Terodde 56’ | Marcatori | 6’ Kempny 26’ Mössner |

| Arbitro: | Bischof |

|           |           |  |
| Kraus 73’ | Marcatori |  |

#### Girone di ritorno
| Arbitro: | Göpferich |

|  |           |             |
|  | Marcatori | 23’ Correia |

| Arbitro: | Nowak |

|            |           |                                      |
| Pagano 68’ | Marcatori | 2’ (rig.) Kuduzovic 32’, 86’ Kulabas |

| Arbitro: | Hartmann |

|           |           |            |
| Çınar 21’ | Marcatori | 13’ Ndjeng |

| Arbitro: | Wiatrek |

|                                               |           |             |
| Gaus 16’ Christ 55’ (rig.) Zittlau 90’ (aut.) | Marcatori | 65’ Kulabas |

| Arbitro: | Müller |

|                           |           |  |
| Kuduzovic 58’ Mössner 71’ | Marcatori |  |

| Arbitro: | Jöllenbeck |

|                 |           |  |
| Mössner 1’, 61’ | Marcatori |  |

| Arbitro: | Sevinc |

|  |           |                                  |
|  | Marcatori | 72’ (rig.) Kuduzovic 88’ Mössner |

| Arbitro: | Dingert |

|               |           |               |
| Kuduzovic 81’ | Marcatori | 55’ Schlösser |

| Arbitro: | Hinrichs |

|                                    |           |                      |
| Fahrenhorst 23’ Glowacz 45’ (rig.) | Marcatori | 18’ Meha 60’ Mössner |

| Treviri 8 aprile 2011, ore 19:00 CEST 27ª giornata | Eintracht Treviri | 0 – 0 referto | Bochum II | Moselstadion (1 970 spett.)\| Arbitro: \| Athanassiadis \| |
| Arbitro:                                           | Athanassiadis     |               |           |                                                            |

| Arbitro: | Riehl |

|                                |           |  |
| Mainka 78’ Drescher 90’ (aut.) | Marcatori |  |

| Arbitro: | Leonhardt |

|                                   |           |             |
| Mössner 10’ Kraus 80’ Saccone 87’ | Marcatori | 52’ Siefkes |

| Arbitro: | Trautmann |

|  |           |                           |
|  | Marcatori | 12’, 78’ Kulabas 62’ Meha |

| Arbitro: | Stegemann |

|                      |           |  |
| Kulabas 45’ Meha 77’ | Marcatori |  |

| Arbitro: | Rott |

|  |           |                                               |
|  | Marcatori | 12’ Kulabas 17’ Mössner 28’ Meha 80’ Hollmann |

| Arbitro: | Müller |

|                       |           |                        |
| Dingels 33’ Kühne 55’ | Marcatori | 11’ Akbari 89’ Niedrig |

| Arbitro: | Klemm |

|            |           |                      |
| Haeder 15’ | Marcatori | 43’ (rig.) Kuduzovic |

### Coppa di Germania
| Arbitro: | Winkmann |

|  |           |                       |
|  | Marcatori | 15’ Bunjaku 89’ Ekici |

## Statistiche

### Statistiche di squadra
| Competizione       | Punti | In casa | In casa | In casa | In casa | In casa | In casa | In trasferta | In trasferta | In trasferta | In trasferta | In trasferta | In trasferta | Totale | Totale | Totale | Totale | Totale | Totale | DR  |
| Competizione       | Punti | G       | V       | N       | P       | Gf      | Gs      | G            | V            | N            | P            | Gf           | Gs           | G      | V      | N      | P      | Gf     | Gs     | DR  |
| ------------------ | ----- | ------- | ------- | ------- | ------- | ------- | ------- | ------------ | ------------ | ------------ | ------------ | ------------ | ------------ | ------ | ------ | ------ | ------ | ------ | ------ | --- |
| Regionalliga ovest | 62    | 17      | 9       | 5       | 3       | 28      | 15      | 17           | 9            | 3            | 5            | 30           | 19           | 34     | 18     | 8      | 8      | 58     | 34     | +24 |
| Coppa di Germania  | -     | 1       | 0       | 0       | 1       | 0       | 2       | 0            | 0            | 0            | 0            | 0            | 0            | 1      | 0      | 0      | 1      | 0      | 2      | -2  |
| Totale             | 62    | 18      | 9       | 5       | 4       | 28      | 17      | 17           | 9            | 3            | 5            | 30           | 19           | 35     | 18     | 8      | 9      | 58     | 36     | +22 |

### Andamento in campionato
| Giornata  | 1 | 2 | 3  | 4 | 5 | 6 | 7 | 8 | 9 | 10 | 11 | 12 | 13 | 14 | 15 | 16 | 17 | 18 | 19 | 20 | 21 | 22 | 23 | 24 | 25 | 26 | 27 | 28 | 29 | 30 | 31 | 32 | 33 | 34 |
| --------- | - | - | -- | - | - | - | - | - | - | -- | -- | -- | -- | -- | -- | -- | -- | -- | -- | -- | -- | -- | -- | -- | -- | -- | -- | -- | -- | -- | -- | -- | -- | -- |
| Luogo     | T | C | T  | C | T | T | C | T | C | T  | C  | T  | C  | T  | C  | T  | C  | C  | T  | C  | T  | C  | C  | T  | C  | T  | C  | T  | C  | T  | C  | T  | C  | T  |
| Risultato | V | P | P  | V | V | V | N | P | V | V  | V  | V  | V  | P  | P  | N  | V  | P  | V  | N  | P  | V  | V  | V  | N  | N  | N  | P  | V  | V  | V  | V  | N  | N  |
| Posizione | 2 | 6 | 13 | 6 | 3 | 3 | 4 | 7 | 5 | 2  | 1  | 1  | 1  | 1  | 3  | 4  | 3  | 3  | 2  | 4  | 5  | 4  | 2  | 2  | 3  | 3  | 3  | 4  | 3  | 2  | 2  | 2  | 2  | 2  |

Legenda:

Luogo: C = Casa; T = Trasferta. Risultato: V = Vittoria; N = Pareggio; P = Sconfitta.

### Statistiche dei giocatori
| Giocatore           | Regionalliga ovest | Regionalliga ovest | Regionalliga ovest | Regionalliga ovest | Coppa di Germania | Coppa di Germania | Coppa di Germania | Coppa di Germania | Totale   | Totale | Totale      | Totale     |
| Giocatore           | Presenze           | Reti               | Ammonizioni        | Espulsioni         | Presenze          | Reti              | Ammonizioni       | Espulsioni        | Presenze | Reti   | Ammonizioni | Espulsioni |
| ------------------- | ------------------ | ------------------ | ------------------ | ------------------ | ----------------- | ----------------- | ----------------- | ----------------- | -------- | ------ | ----------- | ---------- |
| A. Ademi            | 0                  | 0                  | 0                  | 0                  | 0                 | 0                 | 0                 | 0                 | 0        | 0      | 0           | 0          |
| A. Anicic           | 0                  | 0                  | 0                  | 0                  | 0                 | 0                 | 0                 | 0                 | 0        | 0      | 0           | 0          |
| T. Asma             | 6                  | 1                  | 2                  | 0                  | 1                 | 0                 | 0                 | 0                 | 7        | 1      | 2           | 0          |
| N. Bach             | 0                  | 0                  | 0                  | 0                  | 0                 | 0                 | 0                 | 0                 | 0        | 0      | 0           | 0          |
| M. Bachl-Staudinger | 18                 | 0                  | 3                  | 0                  | 0                 | 0                 | 0                 | 0                 | 18       | 0      | 3           | 0          |
| P. Basquit          | 0                  | 0                  | 0                  | 0                  | 0                 | 0                 | 0                 | 0                 | 0        | 0      | 0           | 0          |
| J. Bidon            | 0                  | 0                  | 0                  | 0                  | 0                 | 0                 | 0                 | 0                 | 0        | 0      | 0           | 0          |
| C. Cozza            | 31                 | 0                  | 3                  | 0                  | 0                 | 0                 | 0                 | 0                 | 31       | 0      | 3           | 0          |
| M. Dingels          | 7                  | 1                  | 2                  | 0                  | 0                 | 0                 | 0                 | 0                 | 7        | 1      | 2           | 0          |
| T. Drescher         | 29                 | 0                  | 2                  | 0                  | 1                 | 0                 | 0                 | 0                 | 30       | 0      | 2           | 0          |
| T. Eckstein         | 15                 | 1                  | 0                  | 0                  | 1                 | 0                 | 0                 | 0                 | 16       | 1      | 0           | 0          |
| F. Heck             | 0                  | 0                  | 0                  | 0                  | 0                 | 0                 | 0                 | 0                 | 0        | 0      | 0           | 0          |
| T. Hollmann         | 31                 | 2                  | 5                  | 0                  | 1                 | 0                 | 0                 | 0                 | 32       | 2      | 5           | 0          |
| T. Kempny           | 15                 | 1                  | 1                  | 0                  | 1                 | 0                 | 0                 | 0                 | 16       | 1      | 1           | 0          |
| S. Kohler           | 26                 | 0                  | 8                  | 0                  | 1                 | 0                 | 0                 | 0                 | 27       | 0      | 8           | 0          |
| T. Kraus            | 34                 | 6                  | 2                  | 0                  | 1                 | 0                 | 0                 | 0                 | 35       | 6      | 2           | 0          |
| F. Kuduzovic        | 16                 | 5                  | 1                  | 0                  | 0                 | 0                 | 0                 | 0                 | 16       | 5      | 1           | 0          |
| A. Kulabas          | 14                 | 7                  | 1                  | 0                  | 0                 | 0                 | 0                 | 0                 | 14       | 7      | 1           | 0          |
| J. Kühne            | 3                  | 1                  | 1                  | 0                  | 0                 | 0                 | 0                 | 0                 | 3        | 1      | 1           | 0          |
| A. Lengsfeld        | 8                  | 0                  | 1                  | 1                  | 1                 | 0                 | 0                 | 0                 | 9        | 0      | 1           | 1          |
| A. Meha             | 33                 | 15                 | 4                  | 0                  | 1                 | 0                 | 1                 | 0                 | 34       | 15     | 5           | 0          |
| O. Mvondo           | 25                 | 0                  | 1                  | 0                  | 0                 | 0                 | 0                 | 0                 | 25       | 0      | 1           | 0          |
| L. Mössner          | 28                 | 11                 | 1                  | 1                  | 0                 | 0                 | 0                 | 0                 | 28       | 11     | 1           | 1          |
| J. Opoku-Karikari   | 12                 | 0                  | 2                  | 0                  | 0                 | 0                 | 0                 | 0                 | 12       | 0      | 2           | 0          |
| N. Patschinski      | 15                 | 2                  | 0                  | 0                  | 1                 | 0                 | 0                 | 0                 | 16       | 2      | 0           | 0          |
| A. Poggenborg       | 27                 | 0                  | 0                  | 0                  | 0                 | 0                 | 0                 | 0                 | 27       | 0      | 0           | 0          |
| T. Riedl            | 4                  | 0                  | 0                  | 0                  | 0                 | 0                 | 0                 | 0                 | 4        | 0      | 0           | 0          |
| P. Saccone          | 27                 | 4                  | 2                  | 0                  | 1                 | 0                 | 0                 | 0                 | 28       | 4      | 2           | 0          |
| S. Ting             | 2                  | 0                  | 0                  | 0                  | 0                 | 0                 | 0                 | 0                 | 2        | 0      | 0           | 0          |
| F. Zittlau          | 15                 | 0                  | 0                  | 0                  | 1                 | 0                 | 1                 | 0                 | 16       | 0      | 1           | 0          |
| J. Çınar            | 30                 | 1                  | 9                  | 1                  | 1                 | 0                 | 0                 | 0                 | 31       | 1      | 9           | 1          |